# Lirularia dereimsi
Lirularia dereimsi là một loài ốc biển, là động vật thân mềm chân bụng sống ở biển thuộc họ Trochidae.